# ココシリ (映画)
『ココシリ』（原題：可可西里）は、陸川（ルー・チュアン）監督による2004年に制作された中国映画。
チベット高原北部のココシリに棲息するチベットカモシカを狙う密猟者を取り締まるため、有志によって行われていたパトロール活動に基づいた作品。

## ストーリー
平均海抜4,700m、中国最後の秘境と呼ばれるココシリ。この地域に棲息するチベットカモシカは、その毛皮が高値で取引されることから1985年以降乱獲が進み、わずか数年で1万頭にまで生息数が激減した。これを取り締まるために民間のパトロール隊が結成され、元軍人のリータイが隊長となっていた。ある日、隊員が密猟者に殺される事件が発生。ガイはココシリに入り、密猟者を追う隊員に随行して取材を開始した。
隊員らと山に入って3日目、湖畔で無数のチベットカモシカの死体を発見し、隊員たちは逃げた密猟者たちを追う。7日目に密猟者たちを発見し、隠していた毛皮も発見する。しかし捕らえたのは、毛皮をはぐ手伝いをしただけの農民たちだった。彼らもまた生計を立てるために密猟者の手伝いをしなければならなかった。
8日目、捕らえていた農民たちが逃亡、彼らを追いかける際に隊員の一人が肺気腫で倒れる。リータイは隊員を町の医者に見せるようリウに命ずる。しかし、医者に見てもらうだけの金が無いと聞いたリータイは、押収した毛皮を売るよう指示。人もいない、金もない、装備も不十分な中で隊員たちは活動しているのだった。農民たちを伴ったまま主犯を追うことは食料、燃料ともにもたないことから、リータイは彼らをその場に残すことを決めた。
10日目、隊の車の1台に燃料切れが発生、リータイは後から追いかけてくるはずのリウを待つよう指示し、なおも主犯を追った。しかし17日目、町から山に戻ってきていたリウは、砂にはまったタイヤを動かそうとしている際に、誤って流砂に飲み込まれてしまう。一方同じ頃、リータイたちは山越えをしようとしていた主犯たちに追いつくが、逆に撃たれて命を落とす。
この一連の出来事を報じたガイの記事は大きな反響を呼び、1年後にココシリは国家自然保護区に指定され、森林警察の誕生とともにパトロール隊は解散、チベットカモシカの数も3万頭にまで回復した。

## キャスト
| 役名             | 俳優                           | 日本語吹替 | 備考                     |
| ---------------- | ------------------------------ | ---------- | ------------------------ |
| リータイ（日泰） | トプギェル（多布傑）           | 原康義     | パトロール隊の隊長       |
| ガイ（尕玉）     | チャン・レイ（張磊）           | 今井朋彦   | 北京から取材に訪れた記者 |
| リウ（劉棟）     | キィ・リャン（亓亮）           | 宮内敦士   | パトロール隊の隊員       |
| ロンシエ（冷雪） | チャオ・シュエジェン（趙雪瑩） |            | リータイの娘             |

## 受賞
- 第41回金馬奨（2004年）：最優秀作品賞・最優秀撮影賞
- 第17回東京国際映画祭（2004年）：審査員特別賞
- 第11回華表奨（2005年）：優秀作品賞・優秀監督賞
- 第25回金鶏奨（2005年）：最優秀作品賞
- 第25回香港電影金像奨（2006年）：最優秀アジア映画賞